# Попов проезд
Попо́в проезд находится в районе Сокольники Восточного административного округа города Москвы. Проходит от улицы Гастелло до Рубцовско-Дворцовой улицы, параллельно набережной Яузы.

## Происхождение названия
Наименование получил в конце XIX века. Назван в честь архитектора Александра Попова, который в 1881—1883 годах построил церковь для расположенной рядом детской больницы святого Владимира. Это достаточно редкий случай наименования улицы в честь архитектора, причём проезд получил название ещё при жизни Попова.

## Транспорт
По проезду общественный транспорт не ходит. На улице Гастелло находится остановка «Попов проезд — Драматический театр» автобусов 78, 332, т32, ДП52. Ближайшая станции метро — «Электрозаводская» (радиальная) и «Электрозаводская» (кольцевая). Ближайшая железнодорожная платформа «Электрозаводская».

## Примечательные здания и сооружения
- № 1 — Жилой комплекс «На Яузе»
- № 4 — Жилой дом «Arco di Sole»